# Fethiye Çetin
Fethiye Çetin (nacida en 1950 en Maden, Provincia de Elazığ) es una abogada, escritora y activista por los derechos humanos turca.
Durante gran parte de su vida, Fethiye Çetin no tenía ningún motivo para sospechar que tenía otro origen que no fuera el de turco musulmán, hasta que un  día su abuela materna le contó que ella era armenia cristiana de nacimiento, llamada Heranuş Gadaryan, nacida de sus padres Hovannes y Isguhi Gadaryan, quien había sido arrebatada de sus padres en una marcha de la muerte durante el Genocidio armenio y adoptada por un oficial turco, Hüseyin Çavuş, quien no podía tener hijos.
Este legado inspiró a Çetin a escribir su primer libro, contando la historia de su abuela en sus memorias tituladas "Anneannem" ("Mi abuela"). El libro, traducido al inglés por Maureen Freely, se ha convertido en una obra muy estudiada en institutos turcos de educación superior, tales como la Universidad Sabancı. Hugh Pope, en su crítica del libro para Today's Zaman, señala que la obra es "parte de una tendencia en Turquía que está luchando con una historia de negación, nacionalismo y temor a consecuencias políticas" en lo que respecta a los "armenios perdidos".
Como abogada, Çetin ha representado a la familia del editor de periódicos asesinado Hrant Dink, de origen turco-armenio.